# Gerhard Dörfler

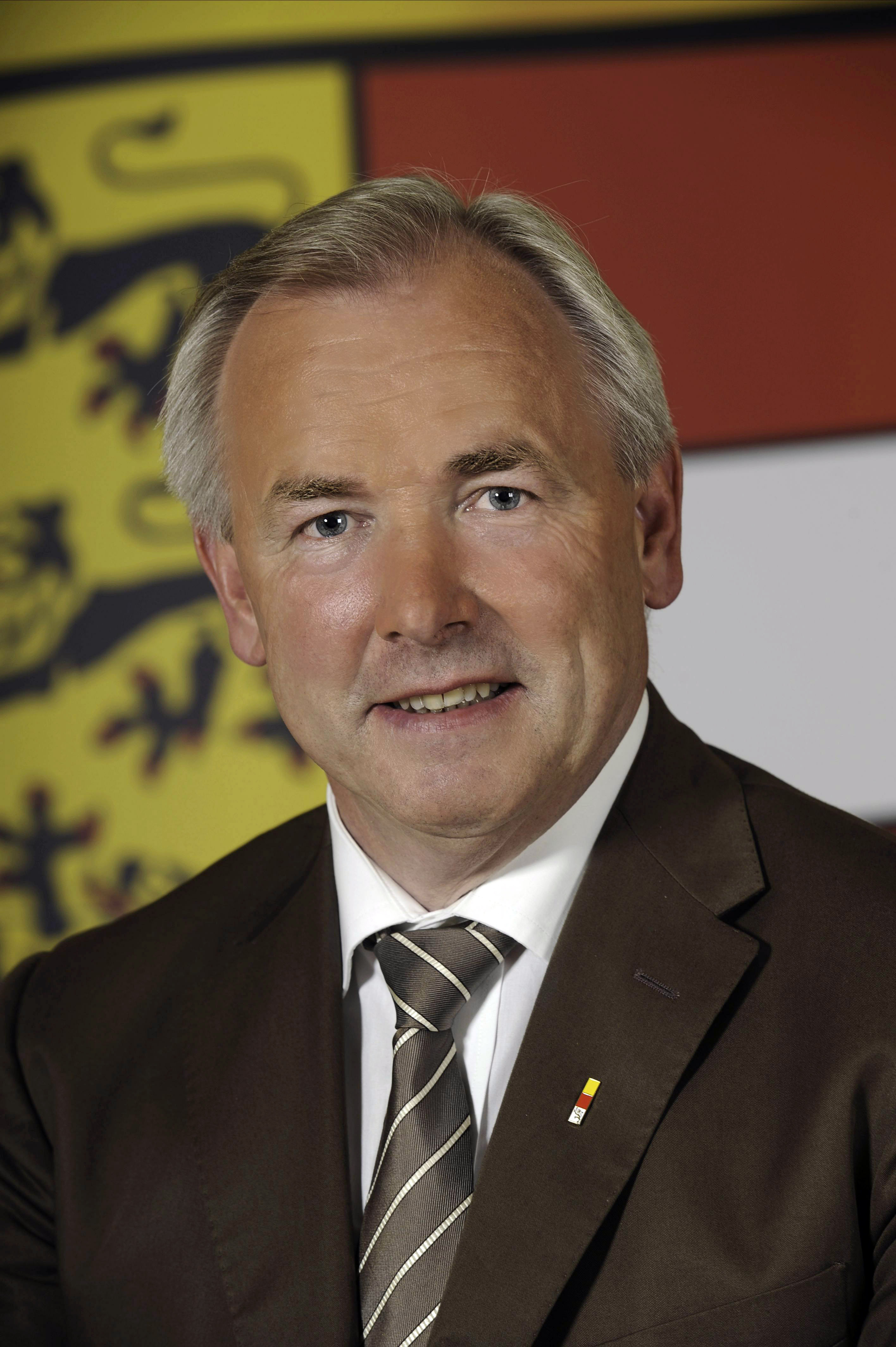
Landeshauptmann von Kärnten a. D. Gerhard Dörfler

Gerhard Dörfler (* 29. Mai 1955 in Deutsch-Griffen, Kärnten) ist ein ehemaliger österreichischer Politiker (FPÖ, BZÖ, dann FPK), der wegen Untreue und Vorteilsnahme rechtskräftig verurteilt wurde. Er war von 2008 bis 2013 Landeshauptmann von Kärnten. Bis 2017 war er österreichischer Bundesrat.

## Ausbildung
Gerhard Dörfler absolvierte 1970 eine Ausbildung zum Bankkaufmann an der Volksbank Feldkirchen und war von 1976 bis 1985 Filialleiter der Volksbank Ossiach. Er arbeitete im Anschluss von 1985 bis 1998 als Depotleiter im Depot Feldkirchen der Villacher Brauerei. Von 1999 bis 2001 war er Depotleiter der Schleppe Brauerei in Klagenfurt, die zu diesem Zeitpunkt bereits zur VKBAG gehörte, nachdem ein Großteil der Produktion nach Villach verlegt worden war und die „Schleppe Brauerei“ nur noch als Lager diente.

## Politische Karriere

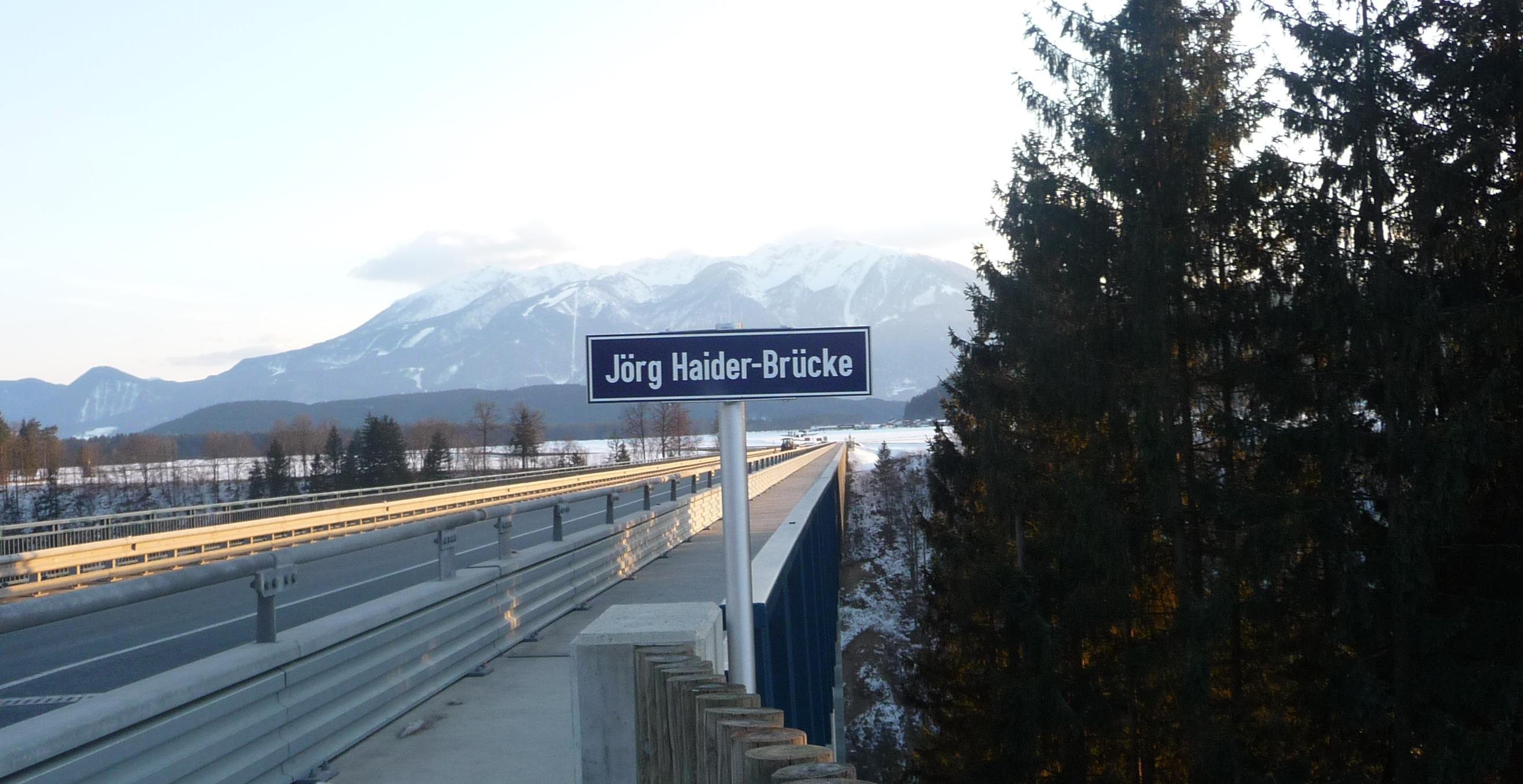
Die auf Dörflers Initiative so benannte Jörg-Haider-Brücke inklusive der Beschilderungstafel mit der Blickrichtung auf die Petzen

Dörfler wurde unter der Landesregierung Haider III Regierungsmitglied und 1. Landeshauptmann-Stellvertreter. Sein Ressort umfasste die Bereiche Tourismus, Verkehr und Straßenbau, Familienförderung, Kindergärten und Besondere Seniorenförderung.
2006 wirkte Dörfler als Verkehrslandesrat führend daran mit, Ortstafeln, die laut Erkenntnis des Verfassungsgerichtshofs zweisprachig zu sein hätten, um wenige Meter zu verlegen, damit die vom Verfassungsgerichtshof beurteilten Tafeln (siehe Ortstafelstreit) de jure nicht mehr existieren und das Erkenntnis umgangen werden kann. Am 6. August 2009 wurde publik, dass die Staatsanwaltschaft davon absieht, Dörfler deswegen des Amtsmissbrauches anzuklagen. Das Verfahren wurde von Justizbehörden in Klagenfurt, Graz und Wien bearbeitet. Seine Einstellung wurde damit begründet, es liege zwar objektiv Amtsmissbrauch vor, es habe aber keine „wissentlich befugnismissbräuchliche Handlungsweise“ des Landeshauptmannes gegeben.
Als 1. Landeshauptmannstellvertreter übernahm er nach dem Tod von Jörg Haider am 11. Oktober 2008 die Amtsgeschäfte des Landeshauptmanns, am 23. Oktober wurde er vom Landtag mit 19 von 36 Stimmen zum Landeshauptmann gewählt.
Sein nach dem Tode Haiders geäußerter Satz: „Die Sonne ist vom Himmel gefallen“ wurde seitdem vielmals in zustimmender und ablehnender Art und Weise rezensiert.
Dörfler ging bei der Landtagswahl in Kärnten 2009 am 1. März 2009 als BZÖ-Spitzenkandidat in den Wahlkampf. Das BZÖ gewann die Wahl mit einem Stimmenanteil von 44,9 Prozent.
Siehe auch: Landesregierung Dörfler I und Landesregierung Dörfler II
Im Jänner 2009 sorgte Dörfler mit einem „Negerwitz“ in einer Pressekonferenz zur Sendung Wenn die Musi spielt für einen Eklat. Er rechtfertigte diese Äußerung unter anderem mit der Aussage „Es war kein Negerwitz, sondern ein Kakaowitz. Es geht um den Kakao.“ Zudem sei seiner Aussage nach auch Roberto Blanco, der in der Sendung anwesend war, „nicht verletzt. Wenn er es gewesen wäre, hätte es mich getroffen. Das ist alles eine künstliche Aufregung im Wahlkampf. Ich werde weiter ein Landeshauptmann sein, bei dem das Lachen stattfindet. […] Aber ich habe auch gelernt. Ich werde in Zukunft keinen Witz mehr machen, der nur andeutungsweise etwas an Deutungen zulässt.“ Roberto Blanco äußerte sich diesbezüglich in einer E-Mail an News, in dem er wörtlich von einem „harmlosen, für mich nicht diskriminierenden Witz“ spricht.
Auf Initiative von Gerhard Dörfler wurde zum Gedenken an Jörg Haider am 25. Jänner 2009 die Lippitzbachbrücke in Jörg-Haider-Brücke umbenannt. Dieser Akt stieß bei politischen Gegnern auf harsche Kritik.
2011 wurde unter Mitwirkung von Dörfler der Ortstafelstreit durch die Einigung auf ein Memorandum, welches im neuen Volksgruppengesetz mit Verfassungsmehrheit niedergeschrieben wurde, beigelegt.
Am 27. März 2012 brachte die Kärntner Landesregierung einen Antrag auf Aufhebung der Bestimmungen über die Vorratsdatenspeicherung vor dem österreichischen Verfassungsgerichtshof ein.
Im Juli 2012 plädierte Dörfler für ein generelles Verbot der Beschneidung von minderjährigen Jungen aus religiösen Motiven.
Am 5. Oktober 2012 wurde das von Jörg Haider geplante und vom damaligen Landeshauptmann Dörfler am 8. Oktober 2008 eröffnete und bis zuletzt verteidigte Asylwerberheim Wölfnitz endgültig geschlossen.
Bei der vorgezogenen Landtagswahl in Kärnten 2013 erhielt die FPK am 3. März 2013 nur 16,85 % der Stimmen und fiel damit hinter die SPÖ (37,13 %) auf Platz zwei zurück, die die Wahl gewann. Danach weigerte sich Dörfler trotz Aufforderung durch den neuen geschäftsführenden FPK-Vorsitzenden Christian Ragger, auf sein Landtagsmandat zu verzichten. Am 26. März 2013 wurde bekannt gegeben, dass er doch nicht in den Landtag, sondern in den Bundesrat einziehen werde, obwohl er im Februar 2012 für die Abschaffung dieser Institution plädiert hatte. Peter Kaiser (SPÖ) wurde Dörflers Nachfolger als Landeshauptmann.
Am 14. März 2017 legte er sein Amt als Bundesrat zurück.

## Strafverfahren

### Broschüren-Affäre und Anklage wegen Vorteilsnahme
Am 5. November 2013 gab die Wirtschafts- und Korruptionsstaatsanwaltschaft bekannt, dass gegen Dörfler Anklage in der sogenannten „Broschüren-Affäre“ wegen Untreue erhoben wird. Mit ihm mit angeklagt sind Uwe Scheuch, Harald Dobernig und Stefan Petzner. Den Angeklagten wird vorgeworfen, eine Werbebroschüre für den Wirtschaftsstandort Kärnten in leicht abgewandelter Form als Wahlkampfbroschüre des BZÖ im Landtagswahlkampf 2009 verwendet zu haben. Der Schaden soll laut Anklageschrift 219.000 Euro betragen haben. Im Jahre 2014 wurde die Anklage vom Oberlandesgericht Graz nach Einsprüchen der Verteidiger zurückgewiesen. Die Staatsanwaltschaft erneuerte jedoch nach Einholung eines Gutachtens des Sachverständigen Georg Jeitler die Anklage, wie sie am 2. November 2015 bekanntgab. Diese wurde rechtskräftig, da die Einsprüche der Beschuldigten diesmal vom Oberlandesgericht Graz zurückgewiesen wurden. Der Prozess begann am 17. Jänner 2017 am Landesgericht Klagenfurt.
Gemeinsam mit der Anklage im Rahmen der Broschüren-Affäre berichtete die Wirtschafts- und Korruptionsstaatsanwaltschaft, dass gegen Dörfler auch wegen Vorteilsnahme angeklagt wird. Ihm wird vorgeworfen, er habe im Jahr 2004 als Verkehrsreferent in Zusammenhang mit der Vergabe eines Auftrags für die Sanierung des Loibltunnels einen Vorteil in der Höhe von zumindest 12.000 Euro gefordert. Er soll dabei Geld gegenüber einem Mitarbeiter des Bestbieters mit der Begründung verlangt haben, dass er bei wesentlichen Bauaufträgen einen Sponsorbeitrag in der Höhe von ein bis drei Prozent für die Verkehrssicherheit erwarte.
Im Laufe des Verfahrens weitete die Staatsanwaltschaft die Anklage aufgrund von Zeugenaussagen auf den Tatbestand des Amtsmissbrauches aus. Nach der Ausweitung der Anklage im März 2017 gab Dörfler seinen Rücktritt als Bundesrat bekannt. Gleichzeitig betonte er jedoch, dass es sich dabei um kein Schuldeingeständnis handle. Dennoch legte er bei der Verhandlung am 13. März 2017 ein Tatsachengeständnis ab, wobei er jedoch betonte, dass er sich der Strafbarkeit dieser Handlungen nicht bewusst war.
Am 16. März 2017 wurde er nicht rechtskräftig zu einer Freiheitsstrafe von acht Monaten bedingter Haft und einer Geldstrafe von 15.000 Euro verurteilt. Dörfler legte Rechtsmittel ein. In seiner schriftlichen Ausfertigung begründete der Richter das Urteil unter anderem mit der „offensichtlich mangelnden Demut des Angeklagten Dörfler hinsichtlich der rechtlichen Voraussetzungen und gesetzlichen Vorgaben der Führung eines Referates der Kärntner Landesregierung“ sowie der „damit einhergehenden Naivität der Amtsführung - gepaart mit dem uneingeschränkten Willen, den vermeintlichen politischen Gesinnungsgenossen sowohl Macht als auch wirtschaftliche Vorteile zukommen zu lassen“. Dörfler habe „in ungenierter Weise als politisch zuständiger Referent einen finanziellen Vorteil für seine (pflichtgemäßen) Amtsgeschäfte“ gefordert. In einem Berufungsverfahren vor dem Obersten Gerichtshof wurde das Urteil am 19. April 2018 bestätigt. Der Berufung über die privatrechtlichen Ansprüche wurde hingegen stattgegeben und die Privatbeteiligten mit ihren Ansprüchen auf den Zivilrechtsweg verwiesen.

### Vorwurf des Amtsmissbrauch durch eine rechtswidrige Weisung
Am 13. September 2017 wurde bekannt, dass die Korruptionsstaatsanwaltschaft Dörfler wegen Amtsmissbrauch anklagen möchte. Ihm wurde vorgeworfen, er habe eine Weisung zur Übertragung eines nicht verbrauchten Budgetpostens in Höhe von 38.000 Euro auf Basis einer fingierten Rechnung ins nächste Jahr erteilt, um die Verfügungsmacht über das Geld nicht zu verlieren. Obwohl die Anklage bereits rechtskräftig war, wurde sie von der Wirtschafts- und Korruptionsstaatsanwaltschaft wieder zurückgezogen, weil in einem anderen Verfahren gegen Uwe Scheuch der Oberste Gerichtshof den Tatbestand des Amtsmissbrauches einschränkte.

## Auszeichnungen
- 2011: Großes Silbernes Ehrenzeichen am Bande für Verdienste um die Republik Österreich[37]